# Adrián Laborda
Adrián Andrés Laborda (Mercedes, 16 febbraio 1972) è un ex cestista uruguaiano con cittadinanza italiana.

## Carriera
Con l'Uruguay ha disputato i Campionati americani del 1993.